# Серошевиці (гміна)
Гміна Серошевіце (пол. Gmina Sieroszewice) — сільська гміна у північно-західній Польщі. Належить до Островського повіту Великопольського воєводства.
Станом на 31 грудня 2011 у гміні проживало 9645 осіб.

## Територія
Згідно з даними за 2007 рік площа гміни становила 163.54 км², у тому числі:
- орні землі: 63.00%
- ліси: 30.00%

Таким чином, площа гміни становить 14.09% площі повіту.

## Населення
Станом на 31 грудня 2011:
| Опис     | Загалом | Загалом | Чоловіки | Чоловіки | Жінки | Жінки |
| -------- | ------- | ------- | -------- | -------- | ----- | ----- |
| одиниця  | осіб    | %       | осіб     | %        | осіб  | %     |
| все      | 9645    | 100     | 4849     | 50.27    | 4796  | 49.73 |
| міське   | 0       | 100     | 0        |          | 0     |       |
| сільське | 9645    | 100     | 4849     | 50.27    | 4796  | 49.73 |

## Сусідні гміни
Гміна Серошевіце межує з такими гмінами: Бжезіни, Ґодзеше-Вельке, Ґрабув-над-Просною, Крашевіце, Мікстат, Нове Скальмежице, Острув-Велькопольський, Пшиґодзіце.